# Pristimantis conservatio
Espèce
Pristimantis conservatio est une espèce d'amphibiens de la famille des Craugastoridae.

## Répartition
Cette espèce est endémique de l'État de Barinas au Venezuela. Elle se rencontre à 1 640 m d'altitude sur le versant Est de la cordillère de Mérida.

## Description
Le mâle mesure 21,7 mm et la femelle 33,8 mm.

## Publication originale
- Barrio-Amorós, Heinicke & Hedges, 2013 : A new tuberculated Pristimantis (Anura, Terrarana, Strabomantidae) from the Venezuelan Andes, redescription of Pristimantis pleurostriatus, and variation within Pristimantis vanadisae. Zootaxa, no 3647 (1), p. 43-62.